# Processo civile per l'attentato di via Rasella
Sulla base della qualificazione dell'attentato di via Rasella come atto illegittimo operata dalla sentenza di primo grado del processo Kappler, nel 1949 diverse persone variamente danneggiate dall'attentato e dalle sue conseguenze intrapresero un'azione civile presso il Tribunale di Roma, al fine di ottenere il risarcimento dei danni da parte dei responsabili dell'azione gappista. Il processo, conclusosi nel 1957 con una pronuncia delle Sezioni unite civili della Corte di cassazione, vide la soccombenza degli attori in tutti e tre i gradi di giudizio.
Le diverse pronunce affermarono, limitatamente all'ambito dell'ordinamento giuridico italiano, la legittimità dell'azione gappista quale atto di guerra, sempre negata sul piano del diritto internazionale bellico nei precedenti processi agli ufficiali tedeschi responsabili dell'eccidio delle Fosse Ardeatine. Secondo l'iter argomentativo seguito dai giudici, l'attribuzione dell'attentato allo Stato italiano (già affermata nel processo Kappler), derivante dal riconoscimento del Comitato di Liberazione Nazionale e delle formazioni partigiane quali organi dello Stato italiano, ne determinava la legittimità nell'ordinamento italiano. Conseguentemente, furono negate la sussistenza della responsabilità civile dei partigiani e la risarcibilità dei danni derivati dalla loro attività.
L'attribuzione dell'attentato allo Stato italiano fu operata principalmente sulla base di una serie di decreti legislativi luogotenenziali emanati a partire dall'aprile 1945 dai governi Bonomi III e Parri, i primi esecutivi formati dai partiti antifascisti del CLN. Nel 1950, durante il giudizio di primo grado, l'attribuzione dell'attentato allo Stato venne poi ulteriormente rafforzata dal conferimento – su iniziativa del capo del governo Alcide De Gasperi – di medaglie d'argento al valor militare ad alcuni dei gappisti coinvolti, con motivazioni che facevano specifico riferimento all'azione del 23 marzo 1944.
Più di quarant'anni dopo, le argomentazioni poste a fondamento del verdetto civile furono riprese dalla Corte di cassazione penale, che nel 1999 dispose l'archiviazione di un procedimento penale a carico di tre ex gappisti per non previsione del fatto come reato.

## Le parti

### Gli attori
La proposizione della sola azione civile avverso i responsabili dell'attentato partigiano fu dettata dalla circostanza che, in virtù dell'amnistia per i delitti politici emanata nel 1946, l'azione penale non era procedibile. L'azione fu avviata dai padri di alcune vittime dell'eccidio delle Fosse Ardeatine: Ercole Sansolini, padre di Alfredo e Adolfo (militanti socialisti); Stefano Lidonnici, padre di Amedeo (arrestato insieme al cugino Gaetano Forte, carabiniere e militante demolaburista); Vincenzo Cibei, padre di Gino e Duilio (arrestati con l'accusa di sabotaggio). Cibei in seguito rinunciò all'azione, poiché – secondo quanto comunicò al proprio difensore – nel riesaminare il testo della citazione a comparire «con maggiore tranquillità di animo» si convinse «che l'azione giudiziaria tende[va] a perseguire scopi dei quali non [si era] reso esattamente conto» in un primo momento.
Intervennero successivamente altri familiari di vittime della rappresaglia tedesca: Maria Benedetti vedova Pula, madre di Italo e Spartaco Pula (militanti del Partito d'Azione); Alessandrina Tassinari, madre di Giorgio Ercolani (tenente colonnello del Regio Esercito e membro del Fronte militare clandestino); Adolfo Pisino, padre di Antonio (partigiano di Bandiera Rossa); Egiziaca Petrianni, vedova di Augusto Renzini (membro del Fronte clandestino di resistenza dei carabinieri).
Si unirono al gruppo degli attori anche alcune persone direttamente danneggiate dall'attentato e dall'immediata reazione tedesca: Orfeo Ciambella, ferito nell'attentato; Giorgio e Giorgina Stafford, i quali avevano subito il saccheggio del proprio appartamento da parte di truppe tedesche o fasciste accorse sul posto dopo l'esplosione e la seconda anche gravi danni alla persona per effetto della stessa (i due in seguito rinunciarono alla domanda); Efrem Giulianetti, anch'egli ferito nell'attentato. I genitori di Piero Zuccheretti, dodicenne ucciso dalla deflagrazione della bomba gappista, non aderirono all'azione legale in quanto non ne furono informati.
Il collegio difensivo della parte attrice era composto dagli avvocati Francesco Castellano, Mario M. Giulia, Giuseppe Mundula (già legale di Kappler), Mario Palladini e Salvatore Schifone.
L'Associazione Nazionale Famiglie Italiane Martiri (ANFIM), nata nel dopoguerra per rappresentare i familiari delle vittime del massacro delle Fosse Ardeatine, disapprovò l'iniziativa.

### I convenuti
Furono citati in giudizio i tre membri di sinistra della giunta militare del CLN, il comunista Giorgio Amendola (deputato), l'azionista Riccardo Bauer e il socialista Sandro Pertini (senatore), e gli ex gappisti Carlo Salinari, Franco Calamandrei e Rosario Bentivegna, i quali avevano tutti affermato il proprio coinvolgimento nella decisione o nell'esecuzione dell'attentato nel corso delle testimonianze da loro rese nel processo Kappler. In seguito intervenne su istanza dei convenuti l'ex gappista Carla Capponi, decorata di medaglia d'oro al valor militare per la sua attività partigiana.
Nel corso del processo i convenuti furono difesi da Dante Livio Bianco, Arturo Carlo Jemolo (professore all'Università di Roma), Paolo Greco (professore all'Università di Torino), Ugo e Achille Battaglia, Fausto Gullo, Sinibaldo Tino, Federico Comandini, Saverio Castellett e Giulio Burali d'Arezzo; morto Bianco nel 1953, fu sostituito da Carlo Galante Garrone che ne rilevò lo studio legale.

## Il giudizio di primo grado

### Le tesi degli attori
Secondo la tesi degli attori, l'attentato di via Rasella rivestiva il carattere di illecito sia civile sia penale per essere stato compiuto innanzitutto da una formazione che il Tribunale militare di Roma, nella sentenza Kappler, aveva dichiarato priva dei requisiti di legittima belligeranza stabiliti dall'art. 1 del Regolamento allegato alla IV Convenzione dell'Aia del 1907, ossia avere un comandante responsabile per i propri subordinati, portare un segno distintivo fisso e riconoscibile a distanza e portare apertamente le armi. Secondariamente, per essere stato compiuto contro gli espliciti ordini dei generali Quirino Armellini (dal 24 gennaio 1944 comandante del Fronte militare clandestino e rappresentante del governo Badoglio in città), Roberto Bencivenga (successore del primo nella stessa carica a partire dal 22 marzo) e Domenico Chirieleison (comandante della Città aperta). Armellini in particolare, secondo quanto aveva testimoniato al processo Kappler, aveva vietato gli attentati nel centro urbano e disposto che fossero intensificati fuori. In terzo luogo, secondo gli attori l'attentato era illegittimo e contrario alle norme di guerra, poiché la proclamazione di Roma come "città aperta" avrebbe obbligato la popolazione ad astenersi dal compimento di atti ostili in danno degli occupanti. Infine, gli attori ravvisavano un elemento di colpa nella circostanza che Bentivegna non si era costituito onde salvare la vita agli ostaggi ed evitare la rappresaglia che sarebbe stata prevedibilmente compiuta dai tedeschi.
Gli attori produssero inoltre un'intervista resa da Bentivegna nel 1946, in cui l'ex gappista aveva dichiarato che l'ordine di compiere l'attentato gli era stato impartito dal PCI e che lo stesso partito gli aveva vietato di costituirsi nel tentativo di salvare i prigionieri dalla rappresaglia.

### Le tesi dei convenuti
La difesa dei convenuti presentò due comparse, che delineavano due distinte tesi difensive. La prima, redatta da Dante Livio Bianco, preliminarmente sollevava una questione di giurisdizione sostenendo che il fatto fosse sottratto all'esame del giudice ordinario, sia in ragione della qualità soggettiva di rappresentanti del governo legittimo rivestita dai partigiani sia in virtù della qualità oggettiva di fatto di guerra posseduta dall'azione gappista.

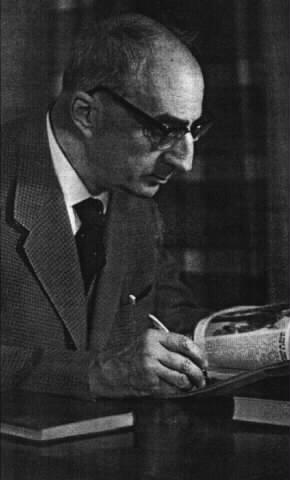
Arturo Carlo Jemolo, uno dei difensori dei partigiani

Sotto il profilo soggettivo, i convenuti «non agirono come privati individui, quasi dilettanti dinamitardi che a un certo punto, presi da estro guerriero, si divertono a far scoppiare bombe contro i tedeschi». La loro dipendenza dalla giunta militare, a sua volta dipendente dal CLN centrale presieduto da Ivanoe Bonomi, era sufficiente a qualificarli «organi dello Stato italiano». Sotto il profilo oggettivo, era infondata e comunque irrilevante ai fini del processo la distinzione proposta dagli attori tra atto di guerra e attentato proditorio, poiché l'azione gappista era un atto di guerra la cui peculiare dinamica rifletteva la natura della guerra partigiana, caratterizzata da agguati e colpi di mano. A supporto dell'inquadramento dell'attentato come atto di guerra, fu citato tra l'altro il comunicato emesso dal CLN qualche tempo dopo l'annuncio della rappresaglia, in cui era definito «atto di guerra di patrioti italiani». Inoltre, Bianco si soffermò sulla ineffettualità della proclamazione di Roma come città aperta.
La seconda comparsa, scritta da Arturo Carlo Jemolo, proponeva una tesi secondo cui l'attentato andava considerato legittimo anche prescindendo dal riconoscimento della qualità di rappresentanti del governo legittimo in capo ai partigiani, affermando la generale legittimità degli atti di guerra compiuti dai cittadini di un Paese occupato in virtù del diritto delle popolazioni di difendersi dagli aggressori. Lo scritto di Jemolo, ricco di riferimenti storici, inquadrava l'azione gappista nella categoria dell'«attentato terroristico, destinato cioè non ad ottenere un immediato successo di crollo del nemico, ma a seminare strage nelle sue file e dargli il senso panico dell'insidia in agguato, ed al tempo stesso ad eccitare la combattività nelle forze della Resistenza». Jemolo rilevò come «l'attentato politico» avesse «la sua non lieta storia come arma al servizio di tutte le idee» e citò come precedenti la congiura delle polveri, gli attentati contro i sovrani francesi Enrico III ed Enrico IV, quello di Felice Orsini contro Napoleone III, «molte delle imprese mazziniane, per non dire tutte», i moti di Milano del 1853, l'attentato alla caserma Serristori di Roma del 1867, nonché quello pianificato da Guglielmo Oberdan contro Francesco Giuseppe.

### Le medaglie ai gappisti come prove del riconoscimento statale dell'attentato
I convenuti ottennero l'intervento di Carla Capponi, anch'essa partecipante all'attentato di via Rasella con il compito di favorire la fuga di Rosario Bentivegna (nel frattempo divenuto suo marito) dopo che quest'ultimo aveva acceso la miccia dell'esplosivo. Il difensore di Carla Capponi richiese dunque l'acquisizione della documentazione dell'Ufficio militare della Presidenza del Consiglio relativa al conferimento della medaglia d'oro al valor militare alla stessa Capponi, avvenuto con decreto del 9 aprile 1949, per la sua attività di partigiana «nella cerchia dell'abitato della città di Roma», al fine di verificare se l'azione di via Rasella era stata una delle azioni partigiane che avevano indotto l'autorità competente a tale conferimento. La richiesta fu abbandonata dopo che fu esibita la motivazione del conferimento dell'onorificenza (nel frattempo pubblicata sulla Gazzetta Ufficiale), che risulta priva di specifici riferimenti all'azione del 23 marzo 1944.

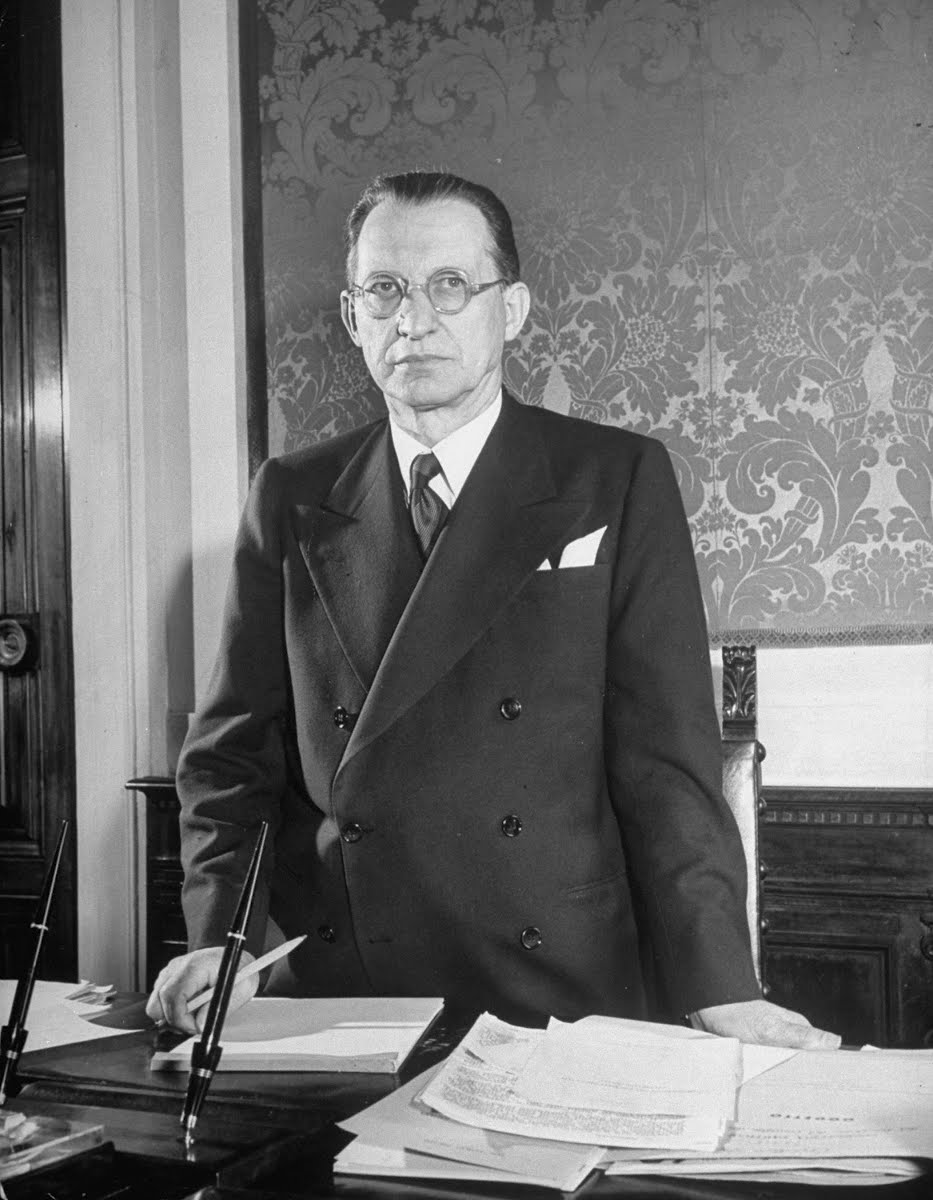
Alcide De Gasperi, capo del governo, nel 1950 propose il conferimento di medaglie d'argento al valor militare a Bentivegna e Calamandrei

Gli attori non solo aderirono alla richiesta dei convenuti, ma presentarono le fotografie di alcuni documenti da cui sarebbe risultato che la commissione che aveva conferito la decorazione al valore, presieduta dal deputato comunista Luigi Longo, aveva deciso che l'attentato di via Rasella non doveva essere in alcun modo menzionato nella motivazione. Ulteriore documentazione prodotta dagli attori riportava le dichiarazioni di alcuni membri della suddetta commissione: sarebbe stato un partito politico a proporre il conferimento di medaglie d'oro al valor militare ai gappisti di via Rasella; uno dei commissari nel corso della discussione avrebbe chiesto che tale partito e Bentivegna rinunciassero; secondo un altro commissario, il mancato conferimento di decorazioni al valore per l'attentato di via Rasella sarebbe stato determinato dal fatto che, dopo l'eccidio delle Fosse Ardeatine, i gappisti non avevano organizzato un'azione in campo aperto per vendicare i prigionieri uccisi.
In pendenza di giudizio, con decreto del 13 marzo 1950 il presidente della Repubblica Luigi Einaudi, su proposta del presidente del Consiglio Alcide De Gasperi, decorò di medaglia d'argento al valor militare Rosario Bentivegna e Franco Calamandrei. Le due motivazioni contenevano uno specifico riferimento all'attentato di via Rasella, non nominato esplicitamente ma indicato attraverso la data del 23 marzo 1944. Nel corso delle ultime udienze i difensori dei gappisti ne evidenziarono il riconoscimento quali membri delle forze armate dello Stato e misero in risalto il recente conferimento delle ricompense al valore.

### La sentenza di primo grado
Il Tribunale civile di Roma, con sentenza in data 26 maggio-9 giugno 1950, fece propria e sviluppò ulteriormente la tesi secondo cui l'attentato di via Rasella doveva essere attribuito allo Stato italiano, già sostenuta dal Tribunale militare di Roma nella sentenza Kappler (e allora definita «ardita» da studiosi di diritto internazionale quali Roberto Ago e Francesco Capotorti). I giudici inquadrarono dunque l'attentato nella guerra partigiana, dichiarando irrilevante l'eventuale provenienza dell'ordine dagli organi di un partito politico: «È fuori discussione infatti che l'attentato non venne compiuto per un interesse particolare di un partito politico, ovvero dei mandanti o degli esecutori materiali, sibbene allo scopo di combattere i tedeschi, o se si vuole, per creare uno stato d'animo sfavorevole allo svolgimento delle operazioni belliche tedesche». La «diversità concettuale» tra le formazioni partigiane ordinarie e i GAP, implicitamente riconosciuta dall'art. 7 del decreto legislativo luogotenenziale (D.L.L.) 21 agosto 1945, n. 518, venne individuata nel «carattere anche terroristico delle organizzazioni "gappiste"».
Il Tribunale respinse la richiesta di risarcimento e riconobbe che l'attentato «fu un legittimo atto di guerra», per cui «né gli esecutori né gli organizzatori possono rispondere civilmente dell'eccidio disposto a titolo di rappresaglia dal comando germanico». «L'atto di guerra, da chiunque attuato nell'interesse della propria Nazione, non è di per sé, e per il singolo, da considerarsi illecito, salvo che tale non sia espressamente qualificato da una norma di legge interna». La mancanza di comandanti e di uniformi militari manifesti è resa inevitabile dalle condizioni di clandestinità giustificate dal tipo di combattimento; dunque via Rasella è un atto di guerra a danno di un nemico che occupa in stato guerra il territorio, ed è da escludersi «che la morte o il ferimento dei cittadini che si trovavano casualmente in quel luogo siano stati voluti, e che sia stato voluto il successivo eccidio delle Cave Ardeatine».
In particolare, la decisione era basata sul D.L.L. 12 aprile 1945, n. 194, che dispone: «Sono considerate azioni di guerra, e pertanto non punibili a termini delle leggi comuni, gli atti di sabotaggio, le requisizioni, e ogni altra operazione compiuta dai patrioti per la necessità di lotta contro i tedeschi e i fascisti nel periodo dell'occupazione nemica».
In conclusione la sentenza afferma che la mancata presentazione degli attentatori ai tedeschi dopo l'attentato poteva essere liberamente valutata sul piano morale, proponendo un confronto, sempre ricorrente nella polemica antipartigiana su via Rasella, tra i gappisti e i carabinieri Salvo D'Acquisto e Vittorio Marandola (uno dei tre martiri di Fiesole), che avevano salvato dei prigionieri da rappresaglie offrendosi al plotone d'esecuzione tedesco. La condotta dei gappisti era invece irrilevante sul piano strettamente giuridico, non sussistendo a loro carico alcun obbligo giuridico di presentarsi:
Gli attori furono condannati al pagamento delle spese di giudizio, liquidate nella somma di lire 382.640, devoluta dai convenuti all'ANFIM.

## Il giudizio di secondo grado
Con sentenza in data 5 maggio 1954, la Corte d'Appello civile di Roma confermò la sentenza di primo grado. L'attentato «ebbe carattere obiettivo di fatto di guerra, essendosi verificato durante l'occupazione della città ed essendosi risolto in prevalente se non esclusivo danno delle forze armate germaniche. I competenti organi dello Stato non hanno ravvisato alcun carattere illecito nell'attentato di via Rasella, ma anzi hanno ritenuto gli autori degni del pubblico riconoscimento, che trae seco la concessione di decorazioni al valore; lo Stato ha completamente identificato le formazioni volontarie come propri organi, ha accettato gli atti di guerra da esse compiuti, ha assunto a suo carico e nei limiti consentiti dalle leggi le loro conseguenze. Non vi sono quindi rei da una parte, ma combattenti; non semplici vittime di una azione dannosa dall'altra, ma martiri caduti per la Patria».

## Il giudizio di terzo grado
Con sentenza emanata in data 11 maggio 1957 e pubblicata il successivo 2 agosto, le Sezioni unite civili della Corte di cassazione, presiedute dal primo presidente Ernesto Eula, ribadirono il carattere di legittima azione di guerra dell'attentato, disattendendo la tesi dei ricorrenti secondo i quali non avrebbe potuto trattarsi di atto di guerra in quanto all'epoca Roma era città aperta. Secondo il resoconto di Zara Algardi, la Corte ritenne provato «che la formula della "città aperta" era stata fittizia: i nazisti transitavano infatti per le vie della città con le loro colonne motorizzate e gli angloamericani la bombardarono più volte dal cielo. La dichiarazione che Roma era città aperta [...] non fu mai accettata dagli angloamericani. Né Roma fu mai rispettata come città aperta da parte della Germania, che disconosceva il legittimo governo italiano». La Corte affermò: «Ogni attacco contro i tedeschi, in qualsiasi parte del territorio nazionale, rispondeva agli incitamenti impartiti dal governo legittimo e alle finalità politiche e militari da esso perseguite in unità d'intenti con le forze alleate e costituiva quindi un atto di guerra riferibile allo stesso governo».
La massima ufficiale della sentenza è la seguente:
Deve, pertanto, qualificarsi legittimo fatto di guerra un episodio che si riallaccia alla resistenza, e che non può non essere considerato quale esplicazione della attività statale; né è consentito sindacarne l'utilità od opportunità, perché l'azione di guerra rientra nella sfera di discrezionalità della pubblica Amministrazione, insindacabile da parte dell'Autorità giudiziaria. È perciò improponibile l'azione di risarcimento contro gli autori di un attentato partigiano, sia da parte di chi venne danneggiato direttamente, sia da parte di chi perdé i congiunti nella rappresaglia conseguita all'attentato.
Nei confronti della Germania, durante lo stato di guerra dichiarato nell'ottobre 1943, non fu mai richiesto da parte del Governo legittimo italiano di considerare Roma città aperta. Furono quindi legittime azioni di guerra gli attentati partigiani avvenuti nella città di Roma, né ad essi è applicabile la disposizione dell'art. 170 cod. pen. militare guerra, che prevede la violazione della sospensione d'armi.»

## Implicazioni politiche del processo
Il processo, relativo a uno degli episodi più significativi della Resistenza italiana, coinvolgeva importanti esponenti del movimento partigiano, due dei quali, il comunista Giorgio Amendola e il socialista Sandro Pertini, già costituenti, erano parlamentari della Repubblica (Amendola deputato, Pertini senatore e dal 1953 deputato), nonché dirigenti di primo piano dei rispettivi partiti. Il giudizio dunque travalicava inevitabilmente la questione del risarcimento dei danni chiesto dagli attori, investendo la stessa legittimazione della Resistenza e il suo ruolo come atto fondativo della Repubblica. Pertanto i convenuti accusarono apertamente gli attori di volere in realtà tentare, per il tramite dell'azione civile, il «processo alle forze partigiane e alla Resistenza».
L'attenzione dei difensori dei convenuti verso le implicazioni politiche del giudizio emerge chiaramente da una lettera in cui Dante Livio Bianco espone al collega Federico Comandini la linea difensiva adottata nella comparsa:
Le diverse sentenze furono accolte con soddisfazione dagli organi di stampa dei partiti di sinistra. Secondo il commento del quotidiano socialista Avanti! alla sentenza di primo grado, una decisione sfavorevole ai partigiani «avrebbe suonato come rinnegazione di tutta la Resistenza, avrebbe annullato tutti i valori morali e materiali che hanno contribuito, con la vittoria delle armi, alla distruzione di una barbarie che mirava all'oppressione dell'Europa sotto la più infausta delle dittature». Il quotidiano comunista l'Unità lodò la stessa sentenza come stroncatura di una «campagna di denigrazione antipartigiana» di stampo fascista, che «si era rivelata tanto più vile in quanto si nascondeva dietro il dolore e l'affetto dei parenti di alcuni dei Martiri delle Fosse Ardeatine i quali erano stati indotti a prestare la loro figura per una assurda domanda di risarcimento di danni». Le successive pronunce furono accolte dall'Unità con commenti analoghi.

## Il ruolo di Piero Calamandrei
Piero Calamandrei, tra l'altro presidente del Consiglio Nazionale Forense dalla fine del 1946, lavorò «dietro le quinte» alla difesa dei partigiani. Fu lui a scegliere come avvocati di suo figlio Franco «due "cannoni" come Comandini e Iemolo», e inoltre contribuì a definire la linea difensiva, pronunciandosi negativamente sull'opportunità di differenziare le posizioni di chi aveva ordinato l'attacco partigiano e di chi lo aveva eseguito.
Il giurista Franco Cipriani, studioso di diritto processuale civile e della figura di Piero Calamandrei, ritiene tuttavia che l'esito del processo sarebbe stato favorevole ai partigiani anche senza l'impegno di Calamandrei, essendo in ogni caso «impensabile che l'Italia repubblicana condannasse i propri partigiani».

## Valutazioni giuridiche e storiografiche
Franco Cipriani ha messo in evidenza diversi aspetti problematici del processo. In particolare Cipriani sostiene che le basi giuridiche su cui fu fondata la legittimità dell'attentato non sussistevano al momento del suo compimento, ma furono create successivamente dagli stessi resistenti ormai vincitori. L'opinione espressa da Franco Calamandrei sul proprio diario tre giorni dopo l'annuncio della rappresaglia tedesca, secondo cui «azioni del genere di via Rasella non sono che azioni di guerra, guerra partigiana ma non meno guerra, ormai internazionalmente ammessa», è giudicata da Cipriani «una tesi indubbiamente valida sul piano politico, ma ben difficilmente sostenibile sul piano giuridico, tant'è vero che, per darle delle basi giuridiche si dovettero emanare [...] delle leggi (e vincere la guerra)». Secondo Cipriani fu dunque solo la legislazione successiva al fatto, rappresentata dai decreti legislativi luogotenenziali emanati a partire dall'aprile 1945, a rendere possibile l'attribuzione dell'attentato allo Stato e la conseguente esclusione della responsabilità civile dei convenuti. Sul piano strettamente giuridico la decisione «non era propriamente certa e scontata», anche perché una parte della giurisprudenza del tempo metteva in dubbio la costituzionalità dei decreti legislativi luogotenenziali. Fu perciò «una gran fortuna» per i convenuti il conferimento, avvenuto durante il giudizio di primo grado, delle medaglie d'argento al valor militare a Rosario Bentivegna e Franco Calamandrei; medaglie che secondo Cipriani «hanno tutta l'aria di essere state conferite per far capire ai giudici come si dovevano regolare».